# Região Sul (Islândia)

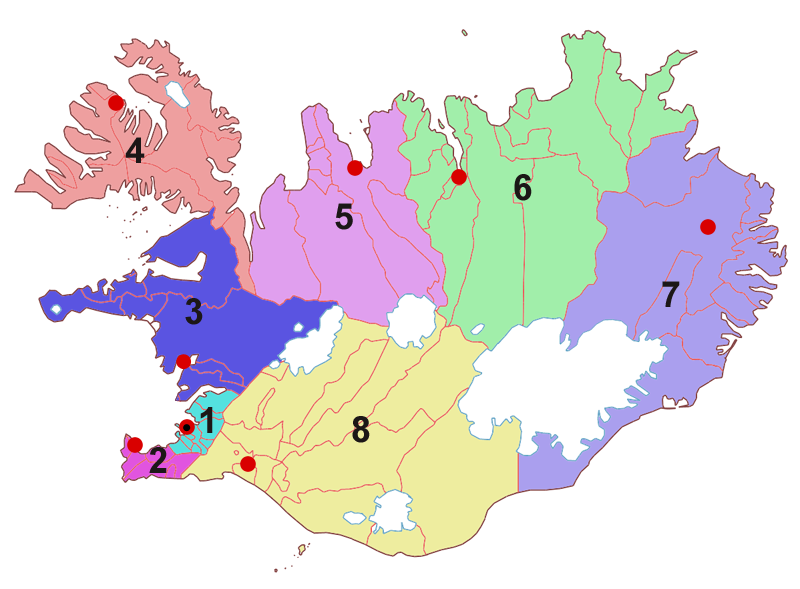
Suðurland – a região n.º 8 da Islândia

A Região Sul (em islandês: Suðurland) é uma das oito regiões da Islândia. A região tinha uma população de 28 399 habitantes em 2020, e uma área territorial total de 24 256 quilômetros quadrados. A capital e maior cidade da região é Selfoss, com uma população de 6 000 residentes.

## Municípios
A Região Sul está dividida em 14 municípios. O mais populoso deles é Árborg, e o maior em área é Skaftárhreppur. Os menores em população e área são, respectivamente, Ásahreppur e Hveragerdi.
| Municípios                    | População (2020) | Área (km2) |
| ----------------------------- | ---------------- | ---------- |
| Árborg                        | 10 055           | 157        |
| Vestmannaeyjar                | 4 355            | 16,1       |
| Hveragerdi                    | 2 699            | 9,05       |
| Ölfus                         | 2 276            | 737        |
| Rangárthing eystra            | 1 961            | 1 840      |
| Rangárthing ytra              | 1 682            | 3 187      |
| Bláskógabyggd                 | 1 163            | 3 300      |
| Hrunamannahreppur             | 818              | 1 375      |
| Mýrdalshreppur                | 719              | 749        |
| Flóahreppur                   | 687              | 289        |
| Skaftárhreppur                | 627              | 6 944      |
| Skeida- og Gnúpverjahreppur   | 609              | 2 231      |
| Grímsnes- og Grafningshreppur | 497              | 900        |
| Ásahreppur                    | 251              | 2 942      |
| Total                         | 28 399           | 24 526     |

## Assentamentos
O maior assentamento da região é a cidade de Selfoss. Outras localidades que não são municípios incluem:
- Thorlákshöfn
- Hvolsvöllur
- Hella
- Stokkseyri
- Eyrarbakki
- Flúdir
- Vík
- Reykholt
- Laugarvatn
- Kirkjubaejarklaustur
- Laugarás
- Borg
- Tjarnabyggd
- Sólheimar
- Árbaejarhverfi
- Brautarholt
- Raudalaekur
- Thykkvabaer
- Árnes

## Ilhas
- Heimaey

## Vulcões
- Hekla
- Laki
- Katla

## Glaciares
- Mýrdalsjökull
- Vatnajökull

## Turismo

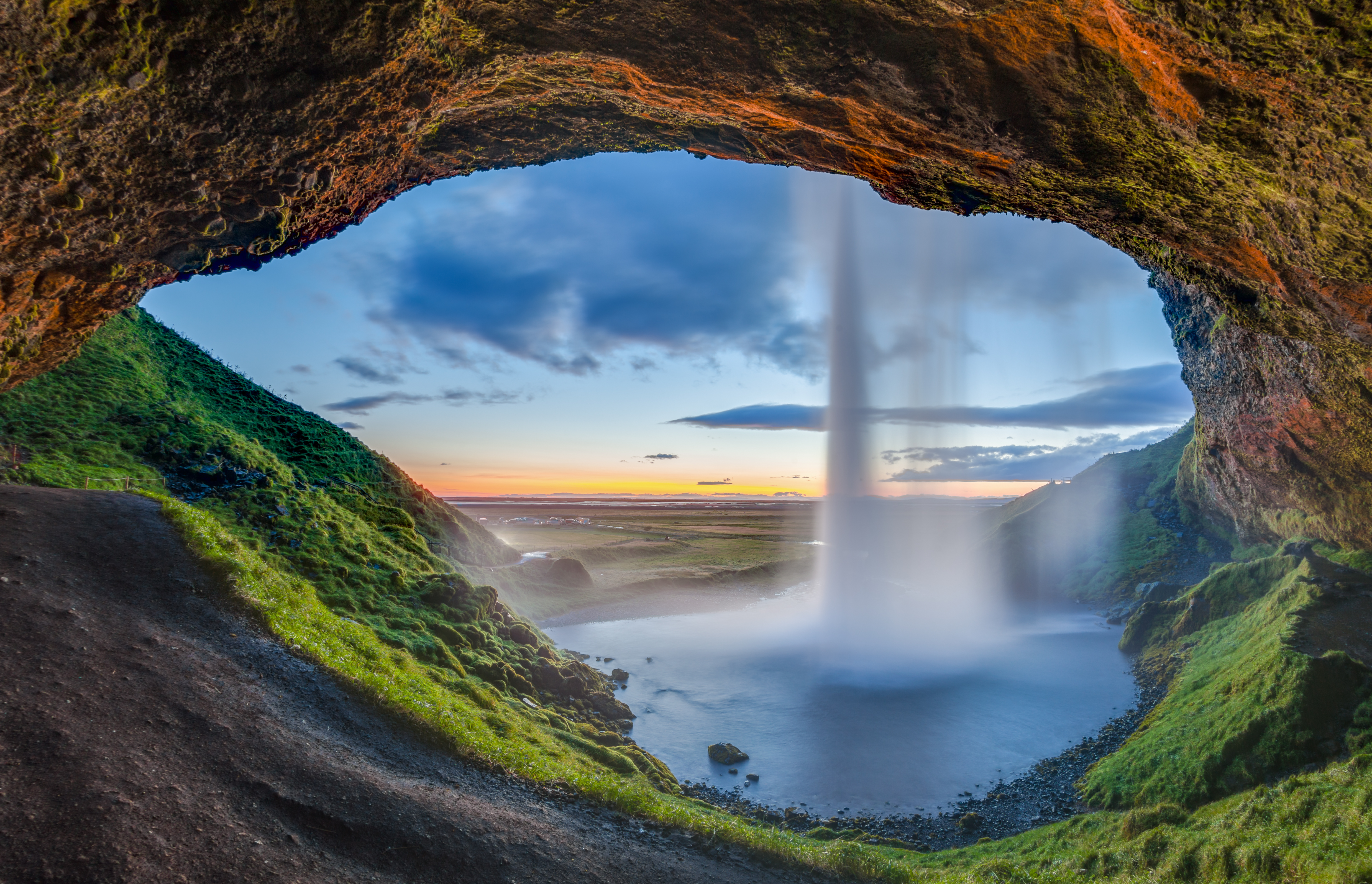
Seljalandsfoss

Parque Nacional de Thingvellir

- Parque Nacional de Thingvellir
- Vale dos gêisers de Haukadalur
- Cataratas de Gullfoss
- Termas de Landmannalaugar
- Ilha vúlcânica de Surtsey
- Catarata de Skógafoss